# Tres pasos al frente
Tres pasos al frente es una película boliviana de drama bélico, dirigida y escrita por Leonardo Pacheco. La película se encuentra ambientada en la década de 1930, durante la Guerra del Chaco entre Bolivia y Paraguay. Fue estrenada en el cine Sky Box en un pase privado el martes 21 de septiembre de 2021 y tuvo su estreno al público el 23 de septiembre de 2021.

## Sinopsis
La película narra las acciones de un grupo de amigos cadetes en el año 1933, pertenecientes al colegio militar boliviano. Este grupo se ofrece voluntariamente a participar en la Guerra del Chaco, a pesar de no ser mayores de edad. Ellos deberán enfrentarse con la posibilidad de morir en batalla a manos de soldados paraguayos.

## Producción
La producción de la película estuvo a cargo de la productora Jumping Studios y se encontraba asociada con la productora Disturbia Cine. Los productores a cargo fueron Lorena Fernández y Sergio Canelas.

### Locaciones
Toda la producción, desde el proceso del rodaje hasta la postproducción fue realizada en territorio boliviano. Los lugares donde se filmaron las escenas fueron en la localidad de Cotapachi, perteneciente al municipio de Quillacollo, en el departamento de Cochabamba, la población de Tarata que igualmente pertenece al departamento de Cochabamba y en la provincia Cercado,en el departamento de Cochabamba.

## Reparto
- Paolo Pacheco
- Leonardo Pacheco
- Francisco Bayá
- Thay Barbery
- Mauricio Prado
- Brian Pardo
- Sergio Balderrama
- Paolo Elías
- Isaac Gordillo
- Sergio Canelas
- Derek Bonuccelli
- Gustavo Dehne
- Andrés Jamuy